# Okręg wyborczy Inverness Burghs
Okręg wyborczy Inverness Burghs powstał w 1708 r. i wysyłał do brytyjskiej Izby Gmin jednego deputowanego. Okręg obejmował miasta Inverness w hrabstwie Inverness-shire, Fortrose w hrabstwie Ross-shire, Forres w hrabstwie Moray oraz Nairn w hrabstwie Nairn. Został zlikwidowany w 1918 r.

## Deputowani do brytyjskiej Izby Gmin z okręgu Inverness Burghs
- 1708–1710: Alexander Duff
- 1710–1713: George Mackenzie
- 1713–1722: William Steuart
- 1722–1722: Alexander Gordon
- 1722–1737: Duncan Forbes
- 1737–1741: Duncan Urquhart
- 1741–1747: Kenneth Mackenzie, baron Fortrose
- 1747–1754: Alexander Brodie
- 1754–1761: John Campbell
- 1761–1768: Alexander Grant
- 1768–1802: Hector Munro
- 1802–1803: Alexander Cumming-Gordon
- 1803–1806: George Cumming
- 1806–1807: Francis Grant
- 1807–1811: Peter Baillie
- 1811–1818: Charles Grant, torysi
- 1818–1826: George Cumming
- 1826–1830: Robert Grant
- 1830–1831: John Baillie
- 1831–1832: Charles Lennox Cumming-Bruce, torysi
- 1832–1833: John Baillie
- 1833–1837: Charles Lennox Cumming-Bruce, Partia Konserwatywna
- 1837–1840: Roderick MacLeod
- 1840–1847: James Morrison
- 1847–1868: Alexander Matheson, Partia Liberalna
- 1868–1874: Aeneas William Mackintosh
- 1874–1885: Charles Fraser-Mackintosh
- 1885–1892: Robert Finlay, Partia Liberalna, od 1886 r. Partia Liberalno-Unionistyczna
- 1892–1895: Gilbert Beith
- 1895–1906: Robert Finlay, Partia Liberalno-Unionistyczna
- 1906–1918: John Annan Bryce, Partia Liberalna